# Zusammenhangskomponente der Eins
Die Zusammenhangskomponente der Eins ist ein Begriff aus der Theorie der topologischen Gruppen, der in Mathematik und Physik besonders in der Theorie der Lie-Gruppen Anwendung findet.

## Definition
Sei {\displaystyle G} eine topologische Gruppe mit neutralem Element {\displaystyle 1\in G}. Dann bezeichnet {\displaystyle G^{0}} die Zusammenhangskomponente der Eins, also diejenige Zusammenhangskomponente von {\displaystyle G}, die das neutrale Element enthält.

## Eigenschaften
- {\displaystyle G^{0}} ist eine abgeschlossene Teilmenge von {\displaystyle G}.
- {\displaystyle G^{0}} ist eine charakteristische Untergruppe von {\displaystyle G} und insbesondere ein Normalteiler.
- Die Faktorgruppe {\displaystyle G/G^{0}} ist eine total unzusammenhängende Hausdorffsche topologische Gruppe. Sie wird als Komponentengruppe von {\displaystyle G} bezeichnet, ihre Elemente entsprechen den Zusammenhangskomponenten von {\displaystyle G}.
- Wenn {\displaystyle G} lokal wegzusammenhängend (zum Beispiel eine Lie-Gruppe) ist, dann ist {\displaystyle G^{0}} offen.
- Wenn {\displaystyle G^{0}} offen ist, dann ist {\displaystyle G/G^{0}} diskret.
- Wenn {\displaystyle G} eine algebraische Gruppe ist, dann ist {\displaystyle G/G^{0}} endlich.

## Beispiele
- Für die allgemeine lineare Gruppe {\displaystyle G=GL(n,\mathbb {R} )} ist {\displaystyle G^{0}=GL^{+}(n,\mathbb {R} )} die Untergruppe der Matrizen mit positiver Determinante. Die Komponentengruppe {\displaystyle G/G^{0}} ist isomorph zur zyklischen Gruppe {\displaystyle \mathbb {Z} /2\mathbb {Z} }.
- Für {\displaystyle G=GL(n,\mathbb {C} )} ist {\displaystyle G^{0}=G}.
- Für eine total unzusammenhängende Gruppe {\displaystyle G} ist {\displaystyle G^{0}=\left\{1\right\}}.